# Kanton Hennebont
Hennebont is een kanton van het Franse departement Morbihan. Het kanton maakt deel uit van het arrondissement Lorient.

## Gemeenten
Het kanton Hennebont omvatte tot 2014 de volgende 4 gemeenten:
- Brandérion
- Hennebont (hoofdplaats)
- Inzinzac-Lochrist
- Languidic

Na de herindeling van de kantons bij decreet van 21 februari 2014, met uitwerking op 22 maart 2015, omvat het kanton volgende 6 gemeenten:
- Hennebont
- Kervignac
- Languidic
- Locmiquélic
- Port-Louis
- Riantec